# Ceann Iar
Ceann Iar es una de las islas Monach / Heisgeir, al oeste de North Uist en las Hébridas Exteriores, en Escocia, Reino Unido. Es una isla delgada, de aproximadamente una milla o dos kilómetros de largo.
Ceann Iar es la segundo más grande de las islas Monach. Está conectado en la marea baja con Ceann Ear.
Al igual que las otras islas del grupo, tiene tierras bajas, arenosas, y sujetas a la erosión costera intensa. No es muy diferente de las islas de Scilly, y es posible que Ceann Iar, Sibhinis y Ceann Ear formaron un solo cuerpo de tierra en tiempos históricos, y que su superficie disminuyera considerablemente debido a la erosión.